# Alexander Walerjewitsch Licholetow
Alexander Walerjewitsch Licholetow (russisch Александр Валерьевич Лихолетов, englische Transkription: Alexander Likholetov, * 3. April 1987 in Charkiw) ist ein russischer Beachvolleyballspieler.

## Karriere
Licholetow spielte von 2006 bis 2009 an der Seite von Alexei Pastuchow und Alexei Jutwalin auf mehreren Jugend- und Juniorenmeisterschaften. 2008 und 2009 spielte Licholetow mit Roman Arkajew auf der FIVB World Tour, ohne vordere Platzierungen zu erreichen. Mit Jutwalin nahm er 2009 an der Europameisterschaft in Sotschi teil, schied allerdings sieglos nach der Vorrunde aus. Mit Jewgeni Romaschkin gewann er 2010 das CEV Satellite-Turnier in Constanța und den FIVB-Challenger in Chennai. Mit Pastuchow war er 2011 auf der World Tour aktiv. Licholetow/Pastuchow nahmen auch an der Weltmeisterschaft in Rom teil, bei der sie sieglos nach der Vorrunde ausschieden. 2012 spielte Licholetow auf der World Tour wieder mit Alexei Jutwalin. In den Folgejahren war Licholetow vorwiegend auf europäischen CEV-Turnieren aktiv, 2013 und 2014 mit Ruslan Dajanow und von 2015 bis 2017 mit Ilja Leschukow. Bei der Europameisterschaft 2019 in Moskau schied er an der Seite von Sergei Gorbenko sieglos nach der Vorrunde aus. Von 2019 bis 2021 war Ruslan Bykanow Licholetows Partner auf der FIVB World Tour und auf nationalen Turnieren. Licholetow/Bykanow nahmen auch an den Europameisterschaften 2020 in Jūrmala und 2021 in Wien teil.